# El regal del sultà
El Regal del Sultà és una obra pictòrica d'Antoni Fabrés, realitzada en els anys 1885 i 1886 durant la primera estada del pintor a París, l'any abans de tornar cap a la seva ciutat natal. Aquest oli sobre taula forma part de la gran producció pictòrica que l’historiador de l’art Francesc Fontbona ha situat dins moviment orientalista català que presentava un virtuosisme brillant i poc rigorós.
Durant l'estada del pintor a París va executar l’obra El regal del Sultà, una mostra del tipus de pintures que enviava a Barcelona perquè el públic burgès pogués decorar els seus palaus amb aquesta influència parisenca.

## Descripció formal

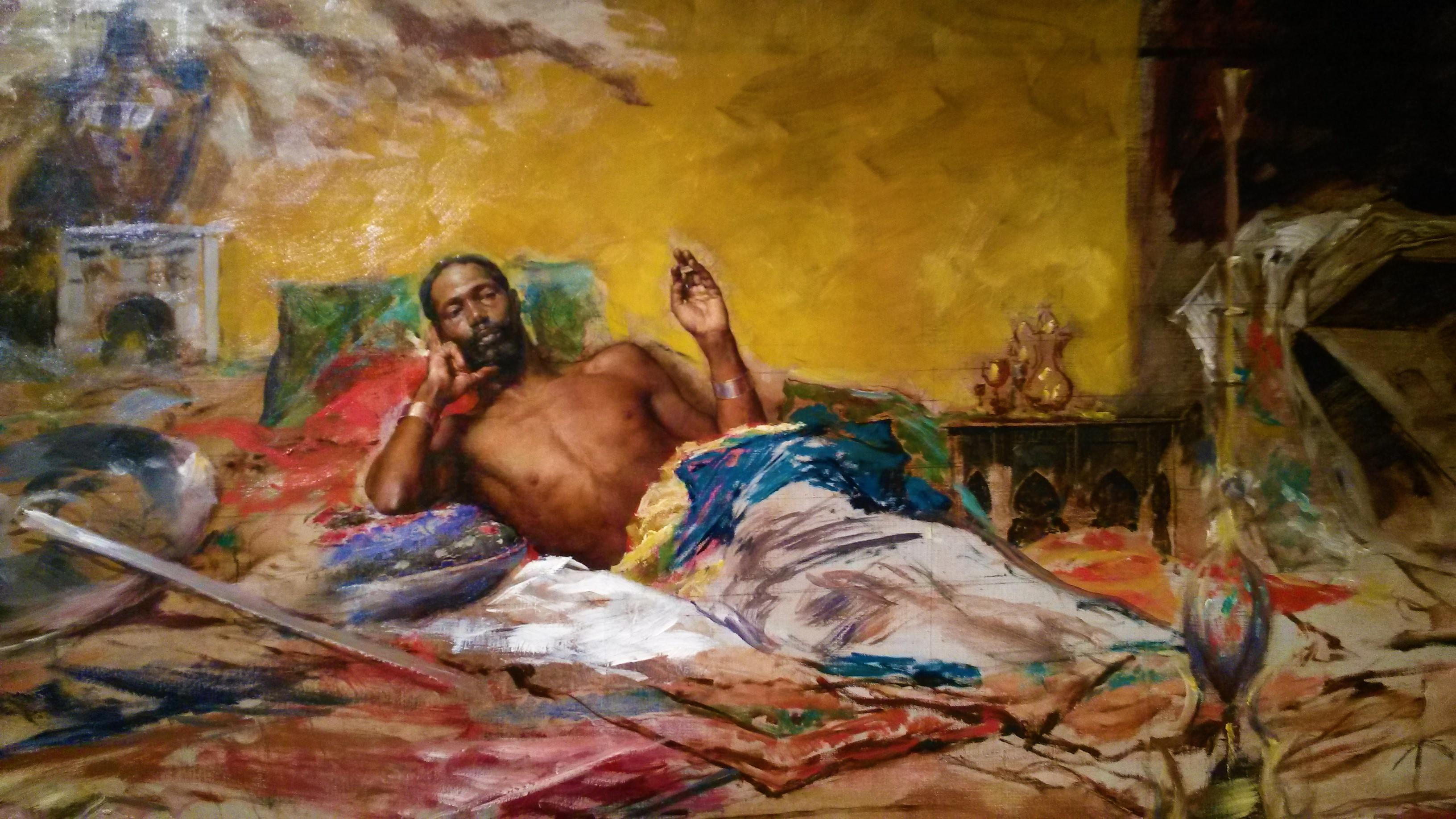
El descans del guerrer

El quadre és protagonitzat per dos personatges, una dona ajaguda en un divan i un home d’aspecte noble que dempeus, li ofereix una capsa que ella accepta amb una actitud distant, ja que no copsa la mirada en la figura masculina que li lliura l’objecte. L’escena concorre en el que sembla un palau de decoració alhambresca, ple de rajoles, tapissos i mocàrabs. A la part central superior de l’obra es pot apreciar, dins una fornícula, un ric cofre blanc. A la seva dreta, just al costat del rostre de l’home, trobem una cartel·la on hi ha escrita un lema de la dinastia natzarí (vegeu també en edificis com l’Alhambra).
Aquesta obra la podem relacionar amb La Favorita, que pertany a una col·lecció particular, El descans del guerrer i el Patio Moro, així com L’Odalisca de Marià Fortuny, En el harén de Giménez Martín i El descanso del capitán de Ricardo de Madrazo.

## Estil de l'obra: l'orientalisme català
L’obra forma part de l’estil orientalista del corrent estilístic de l’últim terç del segle xix, que desenvolupava obres molt evocadores, sensuals, preciocístiques i poc realistes. Fantàstiques, però de tendència costumista. Es van criticar aquestes obres negativament, ja que les composicions referien a realitats inventades i de costums poc sreiosos.
La proximitat d’Espanya al Magreb incità la producció d’obres amb aquestes característiques estilístiques. El primer orientalisme fou de tipus històric, però en les obres de Fabrés veiem la tendència més decorativa (última tendència més artificial). La nostàlgia, fruit del romanticisme de tornar al passat, implica que s'elaborin composicions més idealitzades de les grans obres fruit de l’ocupació musulmana durant l’edat mitjana. Aquesta mirada fou esbiaixada, donat que molts d’aquests artistes, inclòs Fabrés, no viatjaren al nord d’Àfrica, sinó que beuen d’artistes que presenten obres d’aquest estil.

## El llegat: Antoni Fabrés i la Junta de Museus de Barcelona
L’artista Antoni Fabrés, tenia l’edat de setanta-un anys quan va decidir donar a Barcelona, la seva ciutat natal, una gran col·lecció d’obres de gran significació personal per a ell. L’any 1925 va cedir a la Junta de Museus de Barcelona una part de l’obra que havia anat atresorant amb l’única condició que aquella fos exposada en una o diverses sales del Palau de Belles Arts (Saló de la Reina Regent) i que es presentés de manera permanent al públic. La donació de Fabrés va suposar una aportació de 224 obres entre pintures, escultures, dibuixos i aquarel·les, essent una d’aquestes El regal del sultà.
El Museu Nacional d’Art de Catalunya, conservà en diverses de les seves instal·lacions la col·lecció Fabrés. Anteriorment, formaren part de la col·lecció dels segles xix i xx del Museu d’Art Modern. En el repertori d’obres, el tema predominant per excel·lència és la figura humana, escenes pintoresques i històriques. S'indica que El regal del sultà entra amb el registre: MNAC/MAM -11728.
La donació de l’artista a la Junta de Museus de Barcelona amb destí a l’antic museu d’Art Contemporani és herència que correspon actualment al MNAC. El 4 de juliol de 1925 les actes fan constar l’agraïment dels components de la Junta a Antoni Fabrés per la donació del que considerarien les seves millors obres. També ho fan de les primeres condicions imposades per l’artista, és a dir que foren exposades en una de les sales del Palau de Belles Arts i que la Junta calia que es fes càrrec del transport de les obres des de Roma, on visqué abans de traslladar-se definitivament a Barcelona.

### L’incompliment del pacte: la reacció de Fabrés
El 14 de juny de 1930 l’obra artística de Ramon Casas va ser presentada en una exposició homenatge i la ubicació triada fou el Saló de la Reina Regent (Palau de Belles Arts). Aquest fou un bon pretext per la substitució de l’obra de Fabrés que, davant el desconcert i l’enuig, va veure evidenciat l’incompliment de l’acord per part de la Junta de Museus. Finalment, va assistir al trasllat de les seves obres a les reserves on van quedar ben conservades fins a la mostra posterior al MAM o MNAC.

## Recorregut de l'obra: Exposicions
1. Exposición Antonio Fabrés Costa. Organizada por la sección de estudios y archivo de gracia. Sala de Exposiciones de la Obra Cultural de la Caja de pensiones para la vejez y ahorros. 20/05/1956 - 05/06/1956.
2. Espejismos del Medio Oriente. Delacroix a Moreu, Ciutat de Mèxic, Museo Nacional de San Carlos, 30/11/1999.
3. La piel y el territorio: Felipe Santiago Guitiérrez, Ciutat de Mèxic, Museo Nacional de San Carlos, 30/11/1999 - 04/04/2000.
4. Visions del Magreb. Pintors catalans vuitcentistes. Institut Català de la Mediterrània. 1. Rabat, Bab Quebir 2. Casablanca, Museu Fundació ONA. 3. Tànger, Institut Cervantes. 4. Tetuan, Escuela de Artes y Oficios. 13/02-17/06/2001.
5. Colonia Apócrifa, Lleó Museo de Arte Contemporáneo de León, 21/06/2014- 06/01/2015.
6. Antoni Fabrés, Barcelona, MNAC, 30/05/2019 - 29/09/2019
7. Orientalismos, València, IVAM, 06/03/2020- 13/09/2020